# Tylototriton asperrimus
Tylototriton asperrimus är en groddjursart som beskrevs av Walter Unterstein 1930. Tylototriton asperrimus ingår i släktet Tylototriton och familjen vattensalamandrar. IUCN kategoriserar arten globalt som nära hotad. Inga underarter finns listade i Catalogue of Life.